# Cuando las catedrales eran blancas
Cuando las catedrales eran blancas. Un viaje al país de los tímidos (originalmente, en francés: Quand les cathédrales étaient blanches) es un libro de arquitectura escrito por Le Corbusier, publicado por primera vez en París en 1937. Promulga el racionalismo arquitectónico basado en la lógica de la construcción; en palabras del autor:

Desearía llevar al examen de conciencia y al arrepentimiento a quienes (...) se empeñan, con un empecinamiento nefasto, en destruir o combatir lo más hermoso que existe en este país, Francia, y en esta época: la invención, el coraje y el genio creador tan particularmente ligado a los elementos de la construcción, a esos elementos donde coexisten la razón y la poesía (...). Cuando las catedrales eran blancas, Europa ya había organizado los oficios a requerimiento imperativo de las técnicas.

El título del libro alude a la construcción de catedrales en el siglo XIII, el culmen del estilo gótico en Francia, cuando las catedrales dominaban sin discusión el paisaje de las ciudades. Le Corbusier contrapone el funcionamiento de la sociedad medieval, con la catedral como centro, a la suya contemporánea, hablando por ejemplo de la ciudad de Nueva York y de la diferencia entre los rascacielos modernos, expresión de una sociedad moderna, y los antiguos (las torres de las catedrales), expresión de la medieval.
El libro revela a un Le Corbusier que, viendo el mundo más industrializado (Estados Unidos), quizá encuentra sofocante un predominio tan grande de la máquina y, a pesar de seguir propugnando el racionalismo y la producción en serie, se vuelve hacia los monumentos del pasado, «dignos y humanos». El libro fue, de hecho, escrito tras el viaje de Le Corbusier a Nueva York, que le dejó una gran influencia.

## Estructura
El libro se divide en dos partes que a su vez están subdivididas en capítulos, y éstos nuevamente en secciones o apartados. La estructura general es la siguiente:
Primera parte: Atmósferas
1. Grandeza de las cosas.
2. Decadencia del espíritu.
3. Naturaleza de lo verdadero.

Segunda parte: Estados Unidos de Norteamérica
1. Ciudades del mundo.
2. I am an American....
3. Francia - Estados Unidos.
4. Búsquedas y manifestaciones del espíritu.
5. Necesidad de planes y empresas mancomunados.